# ولادیمیر آکیموف
ولادیمیر آکیموف (روسی: Владимир Иванович Акимов؛ ۲۰ ژوئیهٔ ۱۹۵۳ – ۵ اکتبر ۱۹۸۷) بازیکن واترپلو اهل اتحاد جماهیر شوروی سوسیالیستی بود.